# EDP Wasp

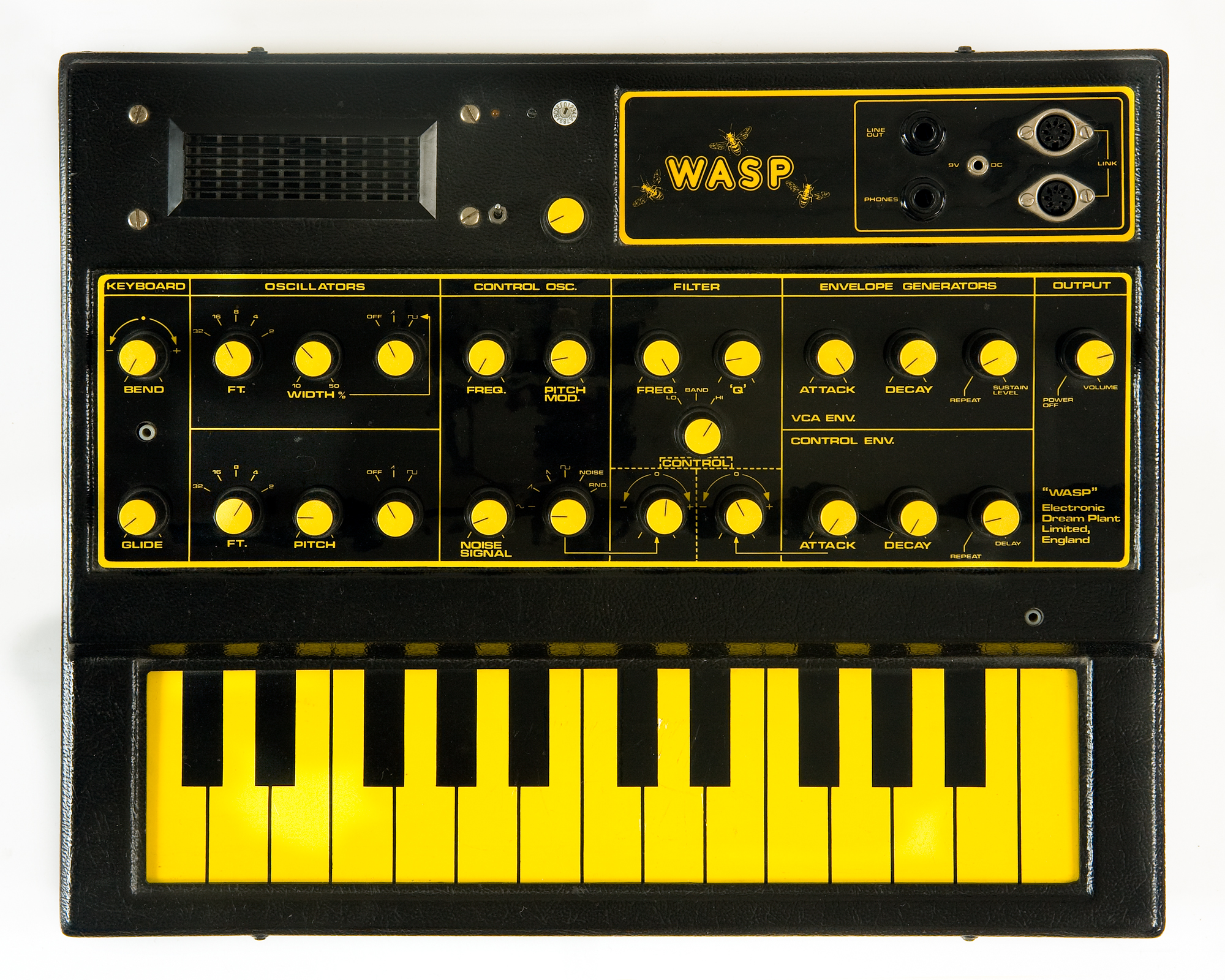
EDP Wasp

Der EDP Wasp ist ein Analogsynthesizer mit digitaler Steuerung vom englischen Unternehmen Electronic Dream Plant (EDP), der 1978 erstmals hergestellt wurde. Das Unternehmen bestand praktisch nur aus zwei Personen: Chris Huggett und Adrian Wagner. Während Huggett für das Design und die kostengünstige Umsetzung der Technik zuständig war, kümmerte sich Adrian Wagner hauptsächlich um den technischen Aufbau des Wasp. Um den Preis niedrig und konkurrenzfähig zu halten, wurden TTL-Bauteile anstelle von Mikroprozessoren verwendet (der Wasp ist ein Hybrid-Synthesizer der hauptsächlich digital aufgebaut ist, einzig der Filter ist analog). Gemeinsam gingen Chris Huggett und Adrian Wagner zu Rod Argent’s Keyboards in London, einem Fachgeschäft für Tasteninstrumente, und erzählten vom Vorhaben, einen kleinen und preiswerten Synthesizer zu bauen. Bei Argent’s war man anscheinend von der Idee der beiden angetan, denn Argent’s stellte Huggett und Wagner ein Startkapital von 10.000 Pfund zur Verfügung, im Gegenzug wurden die Vertriebsrechte des Wasp an Rod Argent’s übergeben.

## Geschichte
Die ersten Exemplare des Wasp sorgten für einiges Aufsehen in der Öffentlichkeit. Nicht nur durch das skurrile Erscheinungsbild des Wasp, sondern auch durch den niedrigen Preis von 199,00 Pfund (Verkaufspreis im Jahr 1979 in Deutschland: 880,– DM), dem vollständig aus schwarzem Kunststoff bestehenden Gehäuse, dem zwei Oktaven umfassenden Keyboard, das nur eine berührungsempfindliche Folientastatur bot, einem eingebauten Lautsprecher und der Möglichkeit, den Wasp mit Batterien zu betreiben, unterschied sich das Gerät sowohl optisch als auch klanglich von der Konkurrenz.
Um ein breiteres Publikum anzusprechen, wurde vom Wasp später auch ein „Deluxe“-Modell hergestellt.
Letzteres wurde in ein Holzgehäuse eingebaut und bot durch die Verwendung einer mechanischen Standardtastatur (Tonumfang 3 Oktaven, C-C) einen wesentlich höheren Spielkomfort. Auch wurden einige neue Funktionen eingebaut, welche dem Standard-Wasp verwehrt blieben, wie z. B. die Mixer-Sektion des Filters, mit dem die Lautstärke der Oszillatoren unabhängig voneinander gemischt werden konnten. Das Deluxe-Modell konnte ebenfalls per Batterien betrieben werden.
Allerdings lag der Preis des „Wasp Deluxe“ im Vergleich zum Standard-Wasp wesentlich höher, sodass die Deluxe-Ausgabe nicht konkurrenzfähig war. Darüber hinaus war durch Holzgehäuse und „amtliche“ Tastatur nicht viel vom „Spielzeugcharme“ des Standard-Wasp übriggeblieben.
Nicht wenige Musiker sahen im Wasp nur ein billiges Spielzeug, mit dem man sich besser nicht auf die Bühne wagte. Für andere stellte er jedoch den ersten bezahlbaren Synthesizer dar, um in die immer populärer werdende New-Wave-Bewegung einzusteigen. Einen gewissen Anteil an der eigenwilligen Aura des Wasp dürfte auch die stark auf Superhelden-Comics basierende Bildsprache der Werbung gehabt haben.
Laut Aussagen von Chris Huggett sollen ungefähr 4.000 – 5.000 Wasps hergestellt worden sein (vom Spider-Sequencer nur ungefähr 1500 Stück).

## Ausstattung
Gespielt wird der Wasp über eine 2-oktavige, berührungsempfindliche Folientastatur (der EMS-AKS Synthesizer und der Electro Harmonix Minisynthesizer besaßen ebenfalls Folientastaturen), die in schwarz-gelben Farben gehalten ist.
Oszillator 1 verfügt über die Wellenformen Sägezahn und Pulswelle, wobei die Pulsbreite manuell justierbar ist. Sowohl Oszillator 1 als auch Oszillator 2 bieten die Möglichkeit, die Oszillatoren auszuschalten und somit vom Keyboard zu trennen. Ein fünfstufiger Drehregler zur Wahl der Fußlagen (Fußlagen: 2’, 4’, 8’, 16’, 32’) ist ebenfalls für beide separat vorhanden und ermöglicht, dass die Fußlagen für jeden Oszillator getrennt geregelt werden können.
Oszillator 2 besitzt die Wellenformen Sägezahn und Pulswelle (jedoch in einer festgelegten Pulsbreite, eine manuelle Justage ist nicht möglich). Ein mit Pitch betitelter Drehregler ermöglicht eine Feinverstimmung gegenüber Oszillator 1.
Einen LFO mit den Möglichkeiten, die Frequenz und die Modulationstiefe zu regeln, besitzt der Wasp ebenfalls. Des Weiteren bietet der LFO eine reiche Auswahl verschiedener Wellenformen wie Sinus, Rechteck, Rauschsignal des Rauschgenerators – per Drehregler in seiner Lautstärke regelbar – und eine Random-Funktion, mit deren Hilfe eine zufällige Steuerspannung generiert werden kann.
Das Filter des Wasp ist als 12-dB Multimode-Filter ausgelegt. Mit einem Drehregler hat der Benutzer die Möglichkeit, zwischen den Filterarten Tiefpass, Hochpass oder Bandpass zu wählen.
Die Resonanz sowie die Cut-Off-Frequenz werden mit Hilfe zweier Drehregler eingestellt, allerdings lässt sich das Filter des Wasp nicht bis zur Selbstoszillation fahren, da eine Sperre eingebaut wurde.
Die Intensität der Signale der Oszillatoren und des LFO auf das Filter sind per Drehregler regulierbar. Auch das Ausgangssignal des Filters ist per Drehregler einstellbar.
Zwei Hüllkurven zur Steuerung des Filters und der Lautstärke sind vorhanden.
Die Lautstärkesektion bietet Drehregler für Attack, Decay und Sustain. Als Besonderheit bietet der Sustain-Regler die Möglichkeit der Repeat-Funktion, mit der der Lautstärkeverlauf automatisch immer wieder neu getriggert wird.
Die Sektion für das Filter gestaltet sich ähnlich wie das der Lautstärkeabteilung: Drehregler für Attack, Decay und anstelle der Sustain / Repeat Funktion, einen Drehregler mit den Einstellungen Repeat und Delay. Die Delay-Funktion ermöglicht einen verzögerten Start der Hüllkurve von maximal 2 Sekunden.
Als Spielhilfen bietet der Wasp lediglich einen Drehregler mit einer Bend-Funktion, mit dem sich die Tonhöhe um einen halben Ton aufwärts oder abwärts bewegen lässt. Einen Glide-Drehregler zur Erzeugung eines Portamento gibt es beim Wasp auch.
Der Wasp hatte einen eingebauten Lautsprecher, so dass man nicht unbedingt einen externen Verstärker zum Spielen braucht. Doch der in das hohle Plastikgehäuse eingebaute Lautsprecher resonierte mitunter erheblich. Viele Wasp Benutzer schätzen aber gerade diese Resonanzen und spielen den Wasp bevorzugt über den eingebauten Lautsprecher, den sie dann über ein Mikrophon abnehmen.
Zur Koppelung mit anderen EDP-Instrumenten bieten sämtliche Geräte 7-polige DIN-Buchsen an. Jedoch können über diese Buchsen nur die Instrumente von EDP kommunizieren. Die meisten anderen Hersteller von Musikinstrumenten verwendeten übliche Klinkenbuchsen, um Geräte miteinander zu verbinden.
Als weitere Anschlüsse besitzt der Wasp Miniklinkenbuchsen für Line-Out (Ausgangssignal), Phones (Kopfhörer) sowie eine Buchse zum Anschluss des Netzgerätes, um den Wasp mit Strom zu betreiben. Sollte keine Steckdose in der Nähe sein, kann man den Wasp auch mit sechs 1,5-Volt-Babyzellen („Typ C“) betreiben.

## Produkte von EDP
- WASP
- WASP Deluxe (Wasp mit mechanischer Tastatur, Holzgehäuse, Oszillator Mischer, Eingang für externe Instrumente und eingebautem Lautsprecher. Batteriebetrieb möglich)
- WASP Special (normaler Wasp, jedoch mit Holzgehäuse und Folientastatur)
- SPIDER (digitaler Sequenzer)
- GNAT (abgespeckter Wasp mit nur einem Oszillator, Folientastatur, Lautsprecher und Plastikgehäuse)
- GNAT Special (normaler Gnat, jedoch mit Holzgehäuse und Folientastatur)
- CATERPILLAR (Masterkeyboard, das zum Ansteuern mehrerer Wasps gedacht war, die dann polyphon spielbar waren)

## Prominente Benutzer des Wasp (Auswahl)
- Thomas Dolby
- Duran Duran
- Eurythmics
- Ph.D. (Band)
- Throbbing Gristle
- Jean-Michel Jarre
- Pete Namlook
- Pink Floyd
- The Tubes
- Prag VEC
- Aliens-Project
- Whitehouse
- Thomas Leer & Robert Rental – Album „The Bridge“ 1979
- 2raumwohnung
- Gorilla Aktiv